# Élections législatives de 1962 en Corrèze
Les élections législatives françaises de 1962 se déroulent les 18 et 25 novembre 1962. Dans le département de la Corrèze, trois députés sont à élire dans le cadre de trois circonscriptions.

## Élus
| Circonscription | Député sortant | Parti | Parti | Député élu ou réélu | Parti | Parti   |
| --------------- | -------------- | ----- | ----- | ------------------- | ----- | ------- |
| 1re             | Jean Montalat  |       | SFIO  | Jean Montalat       |       | SFIO    |
| 2e              | Jean Filliol   |       | UNR   | Jean Charbonnel     |       | UNR-UDT |
| 3e              | François Var   |       | SFIO  | François Var        |       | SFIO    |

## Résultats

### Résultats à l'échelle du département
| Parti          | Parti                                          | Premier tour | Premier tour | Second tour | Second tour | Sièges |
| Parti          | Parti                                          | Voix         | %            | Voix        | %           | Sièges |
| -------------- | ---------------------------------------------- | ------------ | ------------ | ----------- | ----------- | ------ |
|                | Union pour la nouvelle République (UDT)        | 29 071       | 25,80        | 22 239      | 19,41       | 1      |
|                | Modérés                                        | 4 876        | 4,33         | Retrait     | Retrait     | 0      |
|                | Majorité présidentielle                        | 33 947       | 30,13        | 22 239      | 19,41       | 1      |
|                | Parti communiste français                      | 39 154       | 34,75        | 53 308      | 46,53       | 0      |
|                | Section française de l'Internationale ouvrière | 26 531       | 23,55        | 39 018      | 34,06       | 2      |
|                | Parti socialiste unifié                        | 6 713        | 5,96         | Retrait     | Retrait     | 0      |
|                | Parti radical                                  | 6 319        | 5,61         | Retrait     | Retrait     | 0      |
|                |                                                |              |              |             |             |        |
| Inscrits       | Inscrits                                       | 163 272      | 100,00       | 163 258     | 100,00      | 3      |
| Abstentions    | Abstentions                                    | 48 124       | 29,47        | 42 431      | 25,99       |        |
| Votants        | Votants                                        | 115 148      | 70,53        | 120 827     | 74,01       |        |
| Blancs et nuls | Blancs et nuls                                 | 2 484        | 2,16         | 6 262       | 5,18        |        |
| Exprimés       | Exprimés                                       | 112 664      | 97,84        | 114 565     | 94,82       |        |

### Résultats par circonscription

#### Première circonscription (Tulle)
| Candidat       | Candidat                    | Parti          | Premier tour | Premier tour | Second tour | Second tour |  |
| Candidat       | Candidat                    | Parti          | Voix         | %            | Voix        | %           |  |
| -------------- | --------------------------- | -------------- | ------------ | ------------ | ----------- | ----------- |  |
|                | Jean Montalat sortant réélu | SFIO           | 16 619       | 41,39        | 23 032      | 57,92       |  |
|                | Pierre Pranchère            | PCF            | 14 937       | 37,2         | 16 732      | 42,08       |  |
|                | Jean-Marie Vissouze         | UNR-UDT        | 8 592        | 21,4         | Retrait     | Retrait     |  |
|                |                             |                |              |              |             |             |  |
| Inscrits       | Inscrits                    | Inscrits       | 56 992       | 100,00       | 56 990      | 100,00      |  |
| Abstentions    | Abstentions                 | Abstentions    | 16 040       | 28,14        | 15 493      | 27,19       |  |
| Votants        | Votants                     | Votants        | 40 952       | 71,86        | 41 497      | 72,81       |  |
| Blancs et nuls | Blancs et nuls              | Blancs et nuls | 804          | 1,96         | 1 733       | 4,18        |  |
| Exprimés       | Exprimés                    | Exprimés       | 40 148       | 98,04        | 39 764      | 95,82       |  |

#### Deuxième circonscription (Brive-la-Gaillarde)
| Candidat       | Candidat            | Parti          | Premier tour | Premier tour | Second tour | Second tour |  |
| Candidat       | Candidat            | Parti          | Voix         | %            | Voix        | %           |  |
| -------------- | ------------------- | -------------- | ------------ | ------------ | ----------- | ----------- |  |
|                | Jean Goudoux        | PCF            | 12 669       | 30,28        | 21 470      | 49,2        |  |
|                | Jean Charbonnel élu | UNR-UDT        | 11 266       | 26,92        | 22 169      | 50,8        |  |
|                | Jean Labrunie       | PSU            | 6 713        | 16,04        | Retrait     | Retrait     |  |
|                | Roger Courbatère    | Radsoc         | 6 319        | 15,1         | Retrait     | Retrait     |  |
|                | Roger Laroche       | Modérés        | 4 876        | 11,65        | Retrait     | Retrait     |  |
|                |                     |                |              |              |             |             |  |
| Inscrits       | Inscrits            | Inscrits       | 59 983       | 100,00       | 59 976      | 100,00      |  |
| Abstentions    | Abstentions         | Abstentions    | 17 321       | 28,88        | 13 932      | 23,23       |  |
| Votants        | Votants             | Votants        | 42 662       | 71,12        | 46 044      | 76,77       |  |
| Blancs et nuls | Blancs et nuls      | Blancs et nuls | 819          | 1,92         | 2 405       | 5,22        |  |
| Exprimés       | Exprimés            | Exprimés       | 41 843       | 98,08        | 43 639      | 94,78       |  |

#### Troisième circonscription (Ussel)
| Candidat       | Candidat                   | Parti          | Premier tour | Premier tour | Second tour | Second tour |  |
| Candidat       | Candidat                   | Parti          | Voix         | %            | Voix        | %           |  |
| -------------- | -------------------------- | -------------- | ------------ | ------------ | ----------- | ----------- |  |
|                | Georges Emon               | PCF            | 11 548       | 37,65        | 15 106      | 48,48       |  |
|                | François Var sortant réélu | SFIO           | 9 912        | 32,32        | 15 986      | 51,3        |  |
|                | Jean Lachaud               | UNR-UDT        | 9 213        | 30,04        | 70          | 0,22        |  |
|                |                            |                |              |              |             |             |  |
| Inscrits       | Inscrits                   | Inscrits       | 46 297       | 100,00       | 46 292      | 100,00      |  |
| Abstentions    | Abstentions                | Abstentions    | 14 763       | 31,89        | 13 006      | 28,1        |  |
| Votants        | Votants                    | Votants        | 31 534       | 68,11        | 33 286      | 71,9        |  |
| Blancs et nuls | Blancs et nuls             | Blancs et nuls | 861          | 2,73         | 2 124       | 6,38        |  |
| Exprimés       | Exprimés                   | Exprimés       | 30 673       | 97,27        | 31 162      | 93,62       |  |